# Canon EF 28-135mm
Il Canon EF 28-135mm f/3.5-5.6 IS USM è un obiettivo zoom standard che è stato introdotto nel febbraio 1998. Quest'ottica è compatibile con l'attacco Canon EF e funziona con tutte le SLR e DSLR Canon EOS.
Questa lente ha uno stabilizzatore d'immagine di seconda generazione, e un motore ultrasonico per la messa a fuoco con messa a fuoco manuale permanente; ha inoltre un diaframma a 6 lamelle. La distanza minima di messa a fuoco è di 50 cm.
Dall'agosto 2007, il 28-135mm è stato incluso nei kit della 40D e 50D.